# Molí del Perer
El Molí del Perer fou un molí situat en el terme municipal de Moià, a la comarca del Moianès.
Estava situat al sector nord-occidental del terme de Moià, a la vall de la riera de Malrubí, al límit del terme, tocant amb el de Santa Maria d'Oló. És al nord del Rourell i al sud-oest del Perer. És al costat nord-est d'on s'ajunten el Riu Sec i la riera de Malrubí.
L'edifici que alberga el molí està en força bon estat. A l'exterior se n'observen dues basses, així com un pou i el desguàs del molí.